# Странджанска овца
Странджанска овца е българска порода овце с предназначение добив на вълна и месо.

## Разпространение
Породата е разпространена в стопанства в селища, намиращи се в района на Странджа на територията между река Тунджа и Черно море. Създадена е посредством дългогодишна народна селекция.
Към 2008 г. броят на представителите на породата е бил 369 индивида.
Рисков статус – застрашена от изчезване.

## Описание
Овцете са дребни на ръст с приземно тяло. Главата е средно дълга с прав профил. Ушите са хоризонтално поставени. Мъжките са с добре развити рога. Краката и копитата са здрави.
Около половината овце са бели, а останалите пигментирани. При тях цветът на главата е черен, а на руното е кафяв. При някои от белите овце се срещат и кафяви петна по главата.
Овцете са с тегло 30 – 35 kg, а кочовете 40 – 50 kg. Средният настриг на вълна е 2 – 2,5 kg при овцете и 3 – 5 kg при кочовете. Плодовитостта е в рамките на 95 – 100%. Средната млечност за доен период е 30 – 40 l.